# (214820) Faustocoppi
(214820) Faustocoppi est un astéroïde de la ceinture principale.

## Description
(214820) Faustocoppi est un astéroïde de la ceinture d'astéroïdes. Il fut découvert le 14 novembre 2006 à Vallemare Borbona par Vincenzo Silvano Casulli. Il présente une orbite caractérisée par un demi-grand axe de 2,77 UA, une excentricité de 0,15 et une inclinaison de 13,4° par rapport à l'écliptique.

## Étymologie
Cet astéroïde est nommé en l'honneur de Fausto Coppi.